# R.A. Salvatore

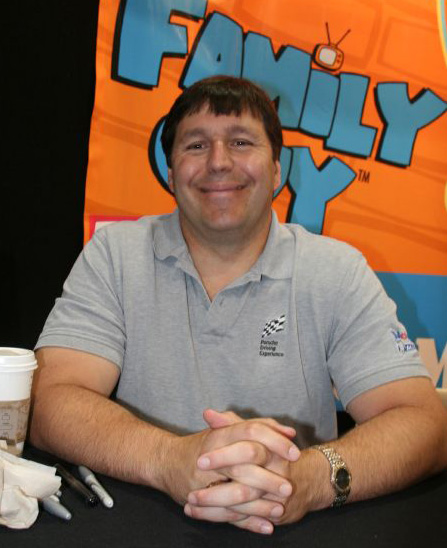
R.A. Salvatore.

Robert Anthony Salvatore (nascut a Leominster, Massachusetts el 20 de gener de 1959) és un escriptor estatunidenc de fantasia i ciència-ficció conegut per les seves famoses novel·les de Forgotten Realms, La Guerra de les Galàxies i les The DemonWars Saga. El seu personatge més reconegut és el drow Drizzt Do'Urden.

## Biografia
R.A. Salvatore, nascut a Leominster, Massachusetts, és el més jove de 7 germans. Salvatore reconeix en el seu professor d'anglès al High School de Leominster, lloc on es va graduar, com un personatge clau en el seu desenvolupament com a escriptor. Durant la seva estada al Fitchburg State College, es va començar a interessar en la fantasia després de llegir El Senyor dels Anells de J.R.R. Tolkien, que havia estat un dels seus regals de Nadal. Va obtenir la llicenciatura en ciències de la comunicació el 1981. Després, va tornar per treure's el títol que sempre havia volgut de llicenciat en llengua anglesa. Va començar a escriure professionalment el 1982, però no va ser fins al 1990 que s'hi va poder dedicar exclusivament, duent a terme tota mena de feines.
L'any 1982 va escriure un manuscrit titulat Echoes of the Fourth Magic. No va ser fins al 1987 que l'acabà i l'envià a diverses editorials, entre elles TSR. En aquell temps TSR estava buscant un escriptor per escriure una seqüela per la col·lecció de Regnes Oblidats i va decidir demanar una proposta a Salvatore. D'aquí va néixer La Pedra de Cristall, el primer llibre que ens parla de Drizzt Do'Urden, publicat el 1988. Des d'aleshores ha publicat molts llibres dins el món dels Regnes Oblidats: Darrerament, la seva popularitat ha pujat molt gràcies a la seva saga de les DemonWars i les seves dues novel·les ambientades en La Guerra de les Galàxies.
Salvatore és reconegut per les seves escenes de lluita, narrades de forma molt intensa i descriptiva, que són atribuïdes a la seva història en el boxeig i la seva feina com a porter de discoteca.
L'any 2000 va donar al Fitchburg State College la col·lecció dels seus manuscrits, incloent-hi correspondència i obres inacabades, per crear The R.A. Salvatore Collection.
Ell i la seva dona Diane tenen 3 fills: Bryan, Geno i Caitlin. També tenen 3 Spaniels japonesos, que es diuen Oliver, Artemis i Ivan, i 4 gats, un dels quals es diu Guenghwyvar. El seu germà gran, Gary Salvatore, va morir de càncer de pàncrees el 2000.

### Regnes Oblidats

#### La Vall del Vent Glaçat
- La Pedra de Cristall (1988)
- Streams of Silver (1989) (publicat en castellà com a Ríos de Plata)
- The Halfling's Gem (1990) (publicat en castellà com a La Gema del Halfling)

#### The Dark Elf Trilogy (publicat en castellà com aTrilogía: El Elfo Oscuro)
- Homeland (1990) (publicat en castellà com a La Morada)
- Exile (1990) (publicat en castellà com a El Exilio)
- Sojourn (1991) (publicat en castellà com a El Refugio)

#### Legacy of the Drow (publicat en castellà com aEl Legado del Drow)
- The Legacy (1992) (publicat en castellà com a El Legado)
- Starless Night (1993) (publicat en castellà com a Noche sin estrellas)
- Siege of Darkness (1994) (publicat en castellà com a Cerco de Oscuridad)
- Passage to Dawn (1996) (publicat en castellà com a Luz en las Tinieblas)

#### Paths of Darkness (publicat en castellà com aSendas de Tinieblas)
- The Silent Blade (1998) (publicat en castellà com a El Estigma de Errtu)
- The Spine of the World (1999) (publicat en castellà com a La columna del mundo)
- Servant of the Shard (2000) (publicat en castellà com a El Siervo de la Piedra)
- Sea of Swords (2001) (publicat en castellà com a El Mar de las Espadas)

#### The Cleric Quintet (publicat en castellà com aPentalogía del Clérigo)
- Canticle (1991) (publicat en castellà com a Cántico)
- In Sylvan Shadows (1992) (publicat en castellà com a En los bosques silvanos)
- Night Masks (1992) (publicat en castellà com a Máscaras de la Noche)
- The Fallen Fortress (1993) (publicat en castellà com a La fortaleza perdida)
- The Chaos Curse (1994) (publicat en castellà com a La madición del Caos)

#### The Hunter's Blades Trilogy (publicat en castellà com aLas Espadas del Cazador)
- The Thousand Orcs (2002) (publicat en castellà com a Los Mil Orcos)
- The Lone Drow (2003) (publicat en castellà com a Los Senderos de la Muerte)
- The Two Swords (2004) (publicat en castellà com a Las Dos Espadas)

#### The Sellswords (publicat en castellà com aLos Mercenarios)
- Servant of the Shard (2000) (publicat en castellà com a El Siervo de la Piedra)
- The Promise of the Witch King (publicat en castellà com a La Promesa del Rey Brujo)
- Road of the Patriarch (2006) (publicat en castellà com a El camino del patriarca)

#### Transitions (publicat en castellà com aTransiciones)
- The Orc King (September 2007) (publicat en castellà com a El Rey Orco)
- The Pirate King (October 2008)
- The Ghost King (October 2009)

### Altres sèries

#### The Spearwielder's Tales
- The Woods Out Back (1993)
- The Dragon's Dagger (1994)
- Dragonslayer's Return (1995)

#### Saga of the First King
- The Highwayman (2004)
- The Ancient (2008)

#### The DemonWars Saga (publicat en castellà com aLas Guerras Demoniacas)
- The Demon Awakens (1997)
- The Demon Spirit (1998)
- The Demon Apostle (1999)

- Mortalis (2000)
- Ascendance (2001)
- Transcendence (2002)
- Immortalis (2003)

#### Chronicles of Ynis Aielle
- Echoes of the Fourth Magic (1990) (publicat en castellà com a Ecos de la Cuarta Magia)
- The Witch's Daughter (1991)
- Bastion of Darkness (2000)

### Crimson Shadow series (publicat en castellà com aLa Sombra Carmesí)
- The Sword of Bedwyr (1994) (publicat en castellà com a La espada de Bedwyr)
- Luthien's Gamble (1996) (publicat en castellà com a Jaque al rey)
- The Dragon King (1996) (publicat en castellà com a El rey dragón)

### La Guerra de les Galàxies
- Star Wars episodi II: L'atac dels clons (2002)

#### La Guerra de les Galàxies:El nou ordre Jedi
- Vector Prime (2000)